# Zandparasolzwam
De zandparasolzwam (Lepiota brunneolilacea) is een schimmel behorend tot de familie Agaricaceae. Ze komen uitsluitend voor in duinhabitat. Hij groeit tussen tussen helm in helmduinen.

## Kenmerken

### Uiterlijke kenmerken
Hoed
De hoed heeft een diameter van 3 tot 7,5 cm. Kenmerkend zijn lilabruine schubben en banden afgezet met donkerbruine tot bijna zwarte richels op hoedrand en de steel. 
Lamellen
De vrije lamellen zijn aanvankelijk roomwit en krijgen na verloop van tijd een roest- of zelfs wijnrode kleur. De lamellen staan vrij dicht op elkaar, vrij en buikig. De kleur is wit met grijstintje.
Steel
De steel heeft een lengte van 20 tot 50 mm en een dikte van 3 tot 8 mm. De kleur is roze tot lilabruin, met klein, wit, vliezig ringetje, bedekt met violetbruine schubjes. De vorm is cilindrisch met verdikte basis.
Geur en smaak
De geur en smaak zijn neutraal.
Sporenprint
De sporenprint is wit.

### Microscopische kenmerken
De sporen zijn eivormig tot ellipsoïde, kleurloos, glad, dextrinoïde en meten (8.0-) 8,5-12,0 × 4,5-6,0 µm, met een Q=1,6 tot 2,2 en Q-avg van 1,8 tot 2,0. De cheilocystidia zijn talrijk aanwezig, variabel in vorm, meestal flesvormig tot buikig en meten 15-30 × 6,0 - 10 µm. Er zijn gespen aanwezig.

## Verspreiding
In Nederland komt de zandparasolzwam zeldzaam voor. Hij staat op de rode lijst in de categorie 'Gevoelig'.

## Foto's

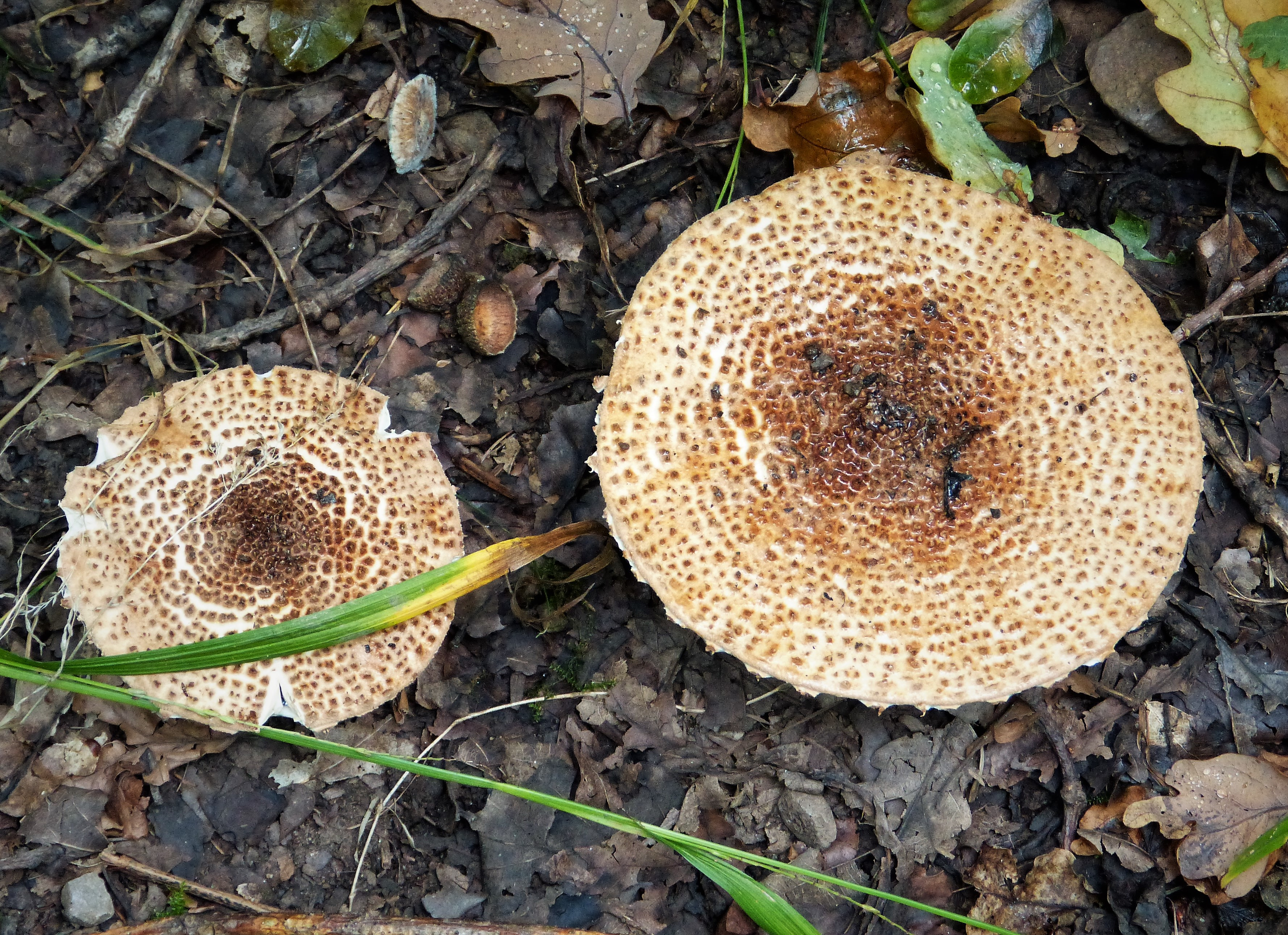
Hoed
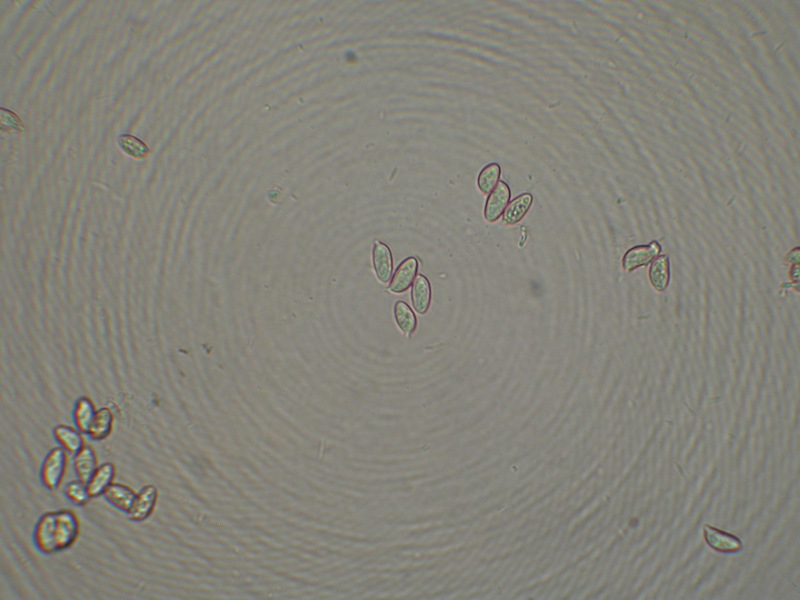
Sporen